# Elecciones federales de Australia de 1940
Las elecciones federales de Australia de 1940 se celebraron el 21 de septiembre de 1940 para elegir a los miembros de la Cámara de Representantes de Australia  y 19 de los 36 escaños del Senado de Australia. La Coalición del Primer Ministro Robert Menzies consiguió revalidar el gobierno que lideraba desde 1939.
La elección estuvo influenciada por la Segunda Guerra Mundial que se había iniciado el anterior año. Poco antes de celebrarse las elecciones hubo un debate sobre si retrasar la convocatoria debido a la situación de guerra. Tanto la Coalición como el Partido Laborista se mostraron a favor de la participación de Australia en la guerra. Poco antes de las elecciones, un accidente aéreo supuso el fallecimiento de tres miembros del gobierno federal el 13 de agosto, supuso la convocatoria de elecciones parciales anticipadas en los tres distritos que representaban.
Durante la campaña electoral los dos principales candidatos enfocaron la campaña en sus intereses. Mientras que el candidato de la Coalición Robert Menzies se enfocó en buscar una alianza con el Primer Ministro del Reino Unido Winston Churchill para afrontar la guerra, el candidato laborista John Curtin prometía la puesta en marcha de un New Deal a semejanza del puesto en marcha por el presidente de Estados Unidos Franklin D. Roosevelt.